# Abralia astrosticta
Abralia astrosticta är en bläckfiskart som beskrevs av Berry 1909. Abralia astrosticta ingår i släktet Abralia och familjen Enoploteuthidae. Inga underarter finns listade i Catalogue of Life.